# Les Monroe
 (avril 2020).
Si vous disposez d'ouvrages ou d'articles de référence ou si vous connaissez des sites web de qualité traitant du thème abordé ici, merci de compléter l'article en donnant les références utiles à sa vérifiabilité et en les liant à la section « Notes et références ».
Les Monroes (The Monroes) est une série télévisée américaine en vingt-six épisodes de 42 minutes, créée par Milt Rosen et diffusée entre le 7 septembre 1966 et le 15 mars 1967 sur le réseau ABC.
En France, elle est diffusée à partir du 18 juillet 1970 sur la Deuxième chaîne de l'ORTF, puis rediffusée sur la 1re chaîne, Antenne 2, Canal J et France 3.

## Synopsis
La série qui se déroule pendant les années 1870 est centrée sur les aventures des cinq enfants de la famille Monroe, dont les parents sont retrouvés morts dans les rapides de la rivière Snake. Clay conduit ses frères et ses sœurs près de la ville de Jackson dans le Wyoming.
Ils luttent pour survivre en tant que famille sur les terres que leur père avait jalonnées des années auparavant.

## Fiche technique
Sauf indication contraire, les informations mentionnées dans cette section peuvent être confirmées par la base de données cinématographiques IMDb,  présente dans la section « Liens externes ».
- Titre original : The Monroes
- Titre français : Les Monroes
- Création : Milt Rosen
- Réalisation : James B. Clark, Norman Foster, Robert L. Friend, Tom Gries, Larry Peerce, Robert Douglas, William Wiard (en), etc.
- Scénario : Otis Carney, Halsted Welles, Antony Ellis, Donald S. Sanford, Carey Wilber, Howard Dimsdale, etc.
- Direction artistique : Carl Macauley, Jack Martin Smith
- Décors : Walter M. Scott, Bert Allen, Glen Daniels
- Photographie : Monroe P. Askins
- Son : Ralph Hickey, Edward Rossi
- Montage : George A. Gittens, Everett Sutherland, Bill Mosher
- Musique : Harry Sukman ; David Rose (générique)
- Production : Al C. Ward, M. Bernard Fox
- Sociétés de production : Qualis Productions, 20th Century Fox Television
- Société de distribution : ABC
- Pays d'origine :  États-Unis
- Langue originale : anglais
- Format : couleur (DeLuxe) — 35 mm — 1,37:1 — son mono (RCA Sound Recording)
- Genre : western
- Nombre d'épisodes : 26 (1 saison)
- Durée : 45 minutes
- Dates de première diffusion :
  - États-Unis : 7 septembre 1966
  - France : 18 juillet 1970

## Distribution
- Michael Anderson Jr. (VF : Pierre Guillermo) : Clayt Monroe
- Barbara Hershey : Kathy Monroe
- Keith Schultz (en) : Jefferson Monroe
- Kevin Schultz (en) : Fennimore Monroe
- Tammy Locke (en) (VF : Arlette Thomas) : Amy Monroe
- Ron Soble (en) (VF : Med Hondo) : Jim
- Liam Sullivan (en) (VF : Marc Cassot) : Majeur Mapoy
- Ben Johnson (VF : Claude Joseph) : Sleeve

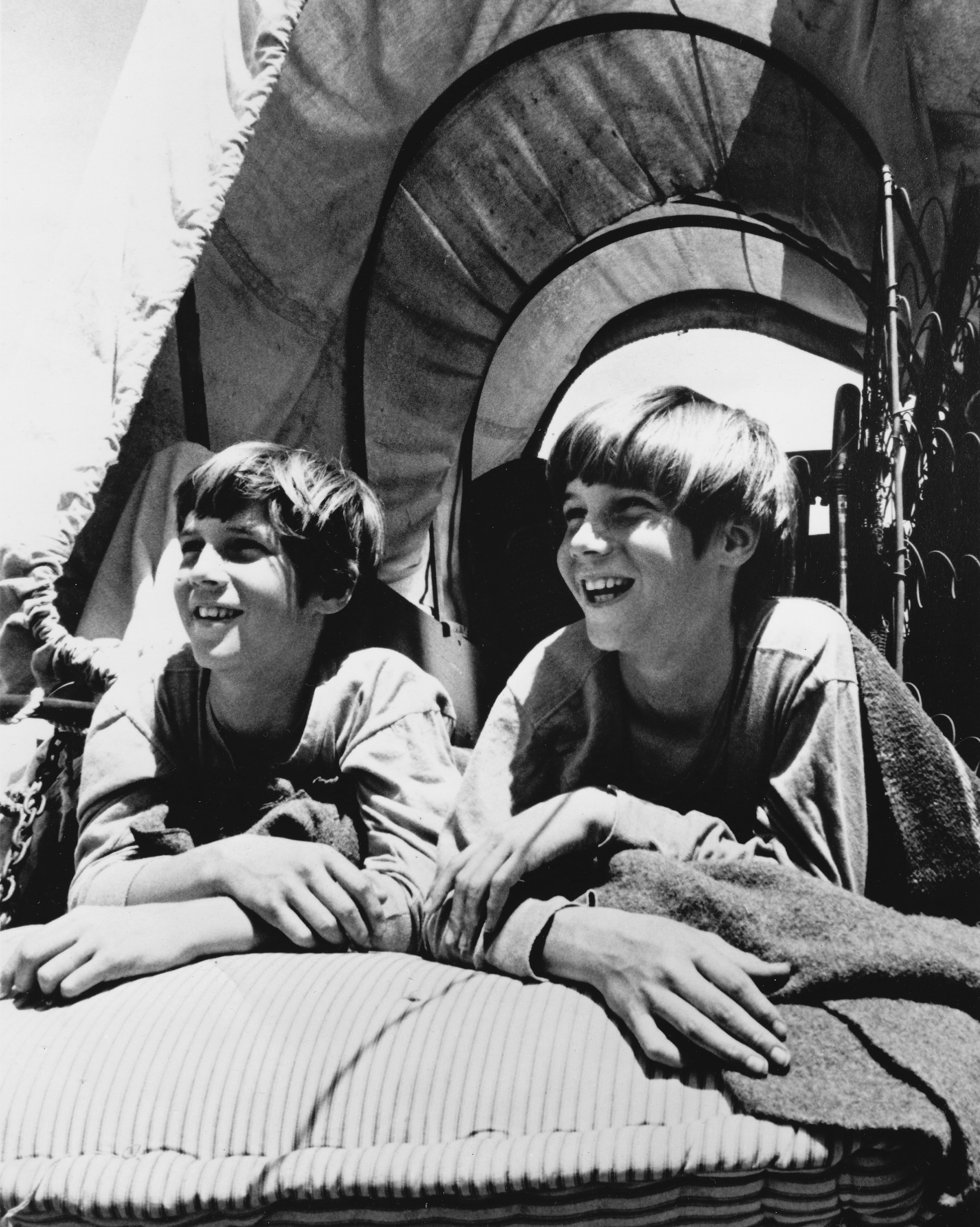
Les frères Keith et Kevin Schultz.

- Buck Taylor : John « Brad » Bradford
- Robert Walker Jr. : Quint Gregger
- Dub Taylor : Cyrus
- James Brolin : Dalton Wales
- Robert Middleton : Barney Wales
- James Westmoreland (VF : Marc de Georgi) : Ruel Jaxon

## Épisodes
| N° | Titre original             | Titre français                   | Date de diffusion (États-Unis) |
| -- | -------------------------- | -------------------------------- | ------------------------------ |
| 1  | The Intruders              | Les Intrus                       | 7 septembre 1966               |
| 2  | Night of the Wolf          | La Nuit des loups                | 14 septembre 1966              |
| 3  | Ride With Terror           | La Chevauchée de la terreur      | 21 septembre 1966              |
| 4  | The Forest Devil           | Le Démon de la forêt             | 28 septembre 1966              |
| 5  | Wild Dog of the Tetons     | Le Diable blanc                  | 5 octobre 1966                 |
| 6  | Truth Has No Family        | L'Arbre des pendus               | 12 octobre 1966                |
| 7  | Ordeal by Hope             | Le Voyage de l'espoir            | 19 octobre 1966                |
| 8  | The Hunter                 | Le Petit Caporal                 | 26 octobre 1966                |
| 9  | War Arrow                  | Wakhanda                         | 2 novembre 1966                |
| 10 | The Friendly Enemy         | L'Ami des animaux                | 9 novembre 1966                |
| 11 | Court Martial              | Cour martiale                    | 16 novembre 1966               |
| 12 | Silent Night, Deadly Night | Dans le silence de la nuit       | 23 novembre 1966               |
| 13 | Lost in the Wilderness     | À la dérive                      | 30 novembre 1966               |
| 14 | Gold Fever                 | Le Piège                         | 14 décembre 1966               |
| 15 | Range War                  | Les Chevaux sauvages             | 21 décembre 1966               |
| 16 | Pawnee Warrior             | Le Sentier de la guerre          | 28 décembre 1966               |
| 17 | Mark of Death              | La Mort qui rôde                 | 4 janvier 1967                 |
| 18 | To Break a Colt            | Les Sables mouvants              | 11 janvier 1967                |
| 19 | Race for the Rainbow       | Celui qui vient de loin          | 18 janvier 1967                |
| 20 | Gun Bound                  | Sous la menace                   | 25 janvier 1967                |
| 21 | Killer Cougar              | Le Cougar                        | 1er février 1967               |
| 22 | Wild Bull                  | Naissance d'un ranch             | 15 février 1967                |
| 23 | Trapped                    | Le Fantôme de la mine            | 22 février 1967                |
| 24 | Man Hunt                   | L'Homme                          | 1er mars 1967                  |
| 25 | Teaching the Tiger to Purr | Le Ronronnement du tigre         | 8 mars 1967                    |
| 26 | Ghosts of Paradox          | Les Fantômes de la ville déserte | 15 mars 1967                   |

## Production
La série a été produite par Qualis en association avec 20th Century Fox Television. Le tournage a lieu à Jackson dans le Wyoming et à Century City en Californie.